# Japón en los Juegos Olímpicos de Melbourne 1956
Japón estuvo representado en los Juegos Olímpicos de Melbourne 1956 por un total de 112 deportistas que compitieron en 14 deportes.  
El portador de la bandera en la ceremonia de apertura fue el luchador Shozo Sasahara.

## Medallistas
El equipo olímpico japonés obtuvo las siguientes medallas:
| Nombre                                                                                 | Deporte            | Competición                  |
| -------------------------------------------------------------------------------------- | ------------------ | ---------------------------- |
| Oro                                                                                    |                    |                              |
| Takashi Ono                                                                            | Gimnasia artística | Barra fija M                 |
| Shozo Sasahara                                                                         | Lucha libre        | 62 kg M                      |
| Mitsuo Ikeda                                                                           | Lucha libre        | 73 kg M                      |
| Masaru Furukawa                                                                        | Natación           | 200 m braza M                |
| Plata                                                                                  |                    |                              |
| Nobuyuki Aihara Akira Kono Masami Kubota Takashi Ono Masao Takemoto Shinsaku Tsukawaki | Gimnasia artística | Concurso completo por eqs. M |
| Takashi Ono                                                                            | Gimnasia artística | Concurso completo ind. M     |
| Nobuyuki Aihara                                                                        | Gimnasia artística | Suelo M                      |
| Takashi Ono                                                                            | Gimnasia artística | Caballo con arcos M          |
| Masumi Kubota                                                                          | Gimnasia artística | Paralelas M                  |
| Shigeru Kasahara                                                                       | Lucha libre        | 67 kg M                      |
| Tsuyoshi Yamanaka                                                                      | Natación           | 400 m libre M                |
| Tsuyoshi Yamanaka                                                                      | Natación           | 1500 m libre M               |
| Masahiro Yoshimura                                                                     | Natación           | 200 m braza M                |
| Takashi Ishimoto                                                                       | Natación           | 200 m mariposa M             |
| Bronce                                                                                 |                    |                              |
| Masao Takemoto                                                                         | Gimnasia artística | Anillas M                    |
| Masumi Kubota                                                                          | Gimnasia artística | Anillas M                    |
| Takashi Ono                                                                            | Gimnasia artística | Paralelas M                  |
| Masao Takemoto                                                                         | Gimnasia artística | Paralelas M                  |
| Masao Takemoto                                                                         | Gimnasia artística | Barra fija M                 |